# Новалихинский
 Новалихинский — починок в Кировской области. Входит в состав муниципального образования «Город Киров». Административно подчиняется Ленинскому району города Киров.

## География
Расположен на расстоянии примерно 11 км по прямой на юго-запад от железнодорожного вокзала станции Киров, прилегает к северной оконечности железнодорожных путей станции Лянгасово.

## История
Известен с 1873 года как починок Новалихинский (Рубцы), где было дворов 3 и жителей 27, в 1905 (деревня Навалихинская или Рубцовы) 7 и 49, в 1926 (починок Новалихинский или Рубцовы) 13 и 60, в 1950 6 и 34, в 1989 48 жителей. 

## Население
| 2010 |
| ---- |
| 19   |

Постоянное население составляло 21 человек (русские 100%) в 2002 году, 19 в 2010.

## Инфраструктура
Путевое хозяйство. Действует железнодорожная станция Лянгасово.

## Транспорт
Автомобильный и железнодорожный транспорт.